# Corpi genicolati
I corpi genicolati sono due protuberanze presenti nella giunzione mesencefalico-talamica che fanno rilievo sulla faccia posteroinferiore di ciascun talamo. Questi sono i corpi genicolati mediale, quello più interno, e laterale, quello più esterno: 
- Il corpo genicolato mediale è intercalato sulle vie acustiche, ovvero è il nucleo talamico delle vie acustiche. La via acustica fa sinapsi nei nuclei cocleari con l’ottavo nervo cranico, si incrocia parzialmente formando i due lemnischi laterali (via acustica centrale) che salgono attraverso il ponte e la porzione bassa del mesencefalo e fanno sinapsi nel tubercolo quadrigemino inferiore della lamina quadrigemina mesencefalica. Ciascun collicolo inferiore è collegato fisicamente, tramite un cordone nervoso visibile sulla faccia posteriore del mesencefalo, con il corpo genicolato mediale del talamo che gli sta appena sopra e un po’ di lato. Il cordoncino nervoso di collegamento tra il collicolo inferiore della lamina quadrigemina e il corpo genicolato mediale del talamo è chiamato braccio congiuntivo inferiore e contiene le fibre efferenti acustiche che vanno dal collicolo inferiore verso il genicolato mediale dove faranno sinapsi. Dal corpo genicolato mediale del talamo la via acustica si completerà con le proiezioni alle aree 41 della corteccia temporale.

- Il corpo genicolato laterale è invece intercalato sulle vie ottiche e, analogamente alle vie acustiche, il collicolo superiore è collegato al corpo genicolato laterale attraverso il braccio congiuntivo superiore.